# Direction du Renseignement (Cuba)
La direction du Renseignement (Dirección de Inteligencia), abrégé DI, est un service de renseignement de Cuba, dont le chef est actuellement Eduardo Delgado Rodriguez. 
La Dirección de Inteligencia a été établie en 1961 par le ministère de l'Intérieur, après la révolution cubaine de 1959. Manuel Piñeiro était son premier directeur, jusqu'en 1963. Jesus Bermudez Cutiño l'a également dirigée. 
Les relations avec le KGB étaient variables ; parfois elles se caractérisaient par une coopération, parfois par une concurrence.
Après l'élection de Salvador Allende à la présidence de la République du Chili, la Dirección de Inteligencia s'est employée à le soutenir.

## Source
- (en) Cet article est partiellement ou en totalité issu de l’article de Wikipédia en anglais intitulé « Dirección General de Inteligencia » (voir la liste des auteurs).